# Hodgesiella rebeli
Hodgesiella rebeli is een vlinder uit de familie prachtmotten (Cosmopterigidae). De wetenschappelijke naam is voor het eerst geldig gepubliceerd in 1905 door Krone.
De soort komt voor in Europa.